# 위곧은근
위곧은근(superior rectus muscle) 또는 상직근(上直筋)은 눈확의 근육으로 바깥눈근육 중 하나이다. 눈돌림신경(제3뇌신경)의 위갈래가 분포한다. 앞으로 똑바로 쳐다볼 때 위곧은근의 주된 기능은 안구를 위로 올리는 것이지만, 안쪽돌림(내회선, intorsion)과 모음(내전, adduction)에도 관여한다. 쇠약, 마비, 과반응 등 여러 가지 질환과 관련되어 있으며 아예 위곧은근이 없는 경우도 있다.

## 구조
위곧은근은 온힘줄고리에서 시작되어 안구의 위앞쪽 표면에 닿는다. 닿는곳의 너비는 약 11mm이며 각막가장자리로부터 약 8mm 떨어져 있다.

### 신경 분포
위곧은근은 같은 쪽 눈돌림신경(제3뇌신경)의 위갈래에 의해 지배된다. 이 신경 성분은 중간뇌의 반대쪽 눈돌림신경핵에서 유래한다.

### 위치 관계
위곧은근은 다른 바깥눈근육과 관련되어 있는데, 특히 안쪽곧은근과 가쪽곧은근과 밀접한 관계가 있다. 위곧은근의 닿는곳은 안쪽곧은근의 닿는곳으로부터 7.5mm, 가쪽곧은근의 닿는곳으로부터 7.1mm, 각막가장자리로부터 7.9mm가량 떨어져 있다. 위곧은근과 가쪽곧은근 사이에는 근육사이막이 존재한다.

### 변이
위곧은근의 변이는 드물다. 서로 나란한 두 개의 근육 힘살이 존재하는 경우가 드물게 있다. 더욱 드물게는 선천적으로 아예 존재하지 않는 경우가 있다.

## 기능
위곧은근은 안구를 위로 올리고, 모으며, 안쪽으로 돌린다.

## 임상적 중요성

### 검사
눈이 완전히 가쪽으로 간(벌려진) 상태일 때 위곧은근은 안구를 위로 올릴 수 있는 유일한 근육이다.

### 안구돌출증
눈확과 바깥눈근육에서 혈액을 이동시키는 많은 수의 정맥은 위곧은근의 근처를 지나간다. 이 정맥들이 막히게 되면 눈의 정맥에 울혈이 일어나며 안구돌출증의 원인이 될 수 있다. 이는 CT 스캔으로 확인할 수 있다.

### 쇠약과 마비
눈돌림신경의 신경 전도에 문제가 생기면 위곧은근이 쇠약해지거나 마비되기도 한다. 이는 선천성인 경우도 있고 후천성인 경우도 있다. 선천성인 경우에는 종종 유전되기도 하며, 후천성인 경우 가장 흔한 원인은 두부외상이다.

### 과반응
백내장 수술에 이용하는 국소마취제는 마취제 사용을 최소화하고 근육에 주사바늘이 들어가지 않도록 최대한 피하여도 아래곧은근을 약하게 할 수 있다. 아래곧은근이 쇠약해지면 위곧은근의 힘이 강해져 과반응을 일으키게 할 수 있다. 이로 인해 안구가 위로 올라가며 정상적인 시각에서 제대로 눈을 사용하지 못하게 될 수 있다. 위곧은근을 약하게 하거나 위치를 바꾸는 눈 수술을 통해 치료하기도 하며, 일반적으로 치료의 결과는 좋은 편이다.

### 결핍
아주 드물게 위곧은근이 선천적으로 없는 경우가 있다. 이는 에이퍼트 증후군이 원인이 될 수 있다. 위곧은근이 없으면 안구를 올리는 능력이 감소하게 된다. 안쪽곧은근과 가쪽곧은근의 일부를 사용하여 위곧은근이 수행하는 정상 기능을 회복하는 안구 수술로 치료할 수 있다.

## 추가 이미지

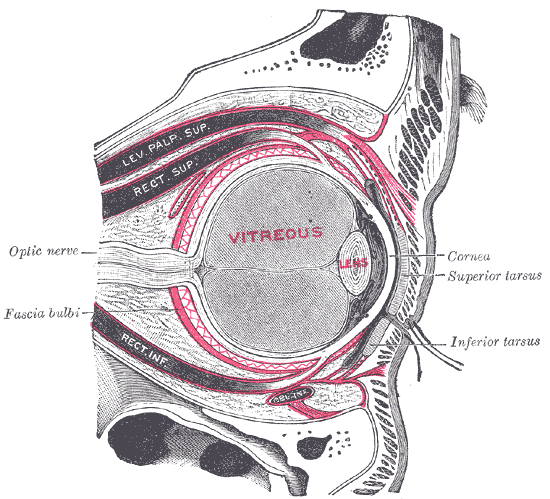
오른쪽 눈의 시상단면
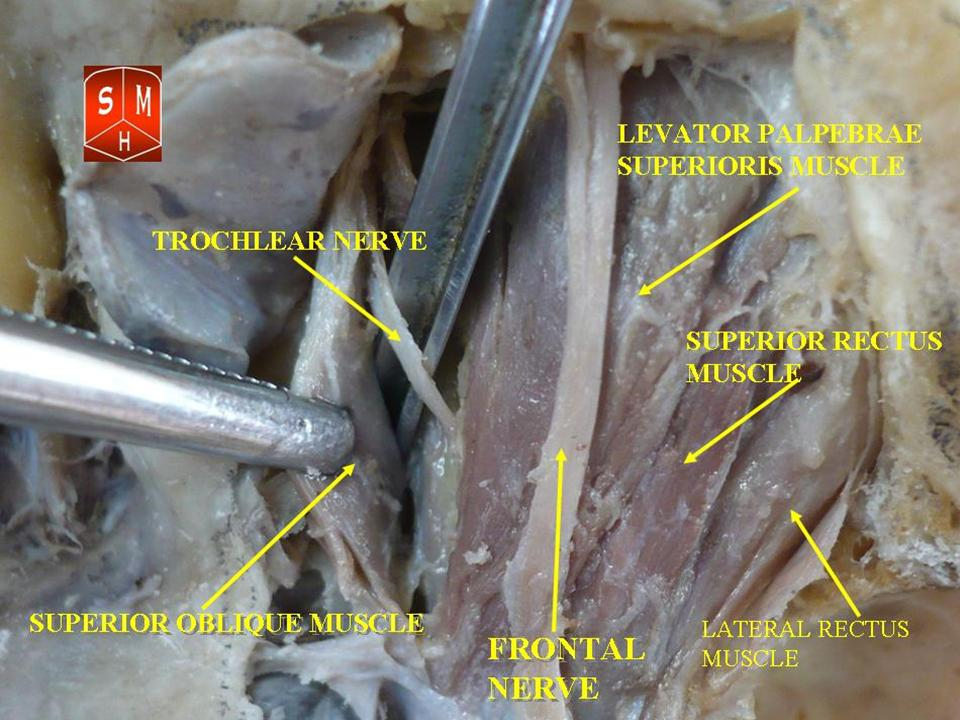
위곧은근
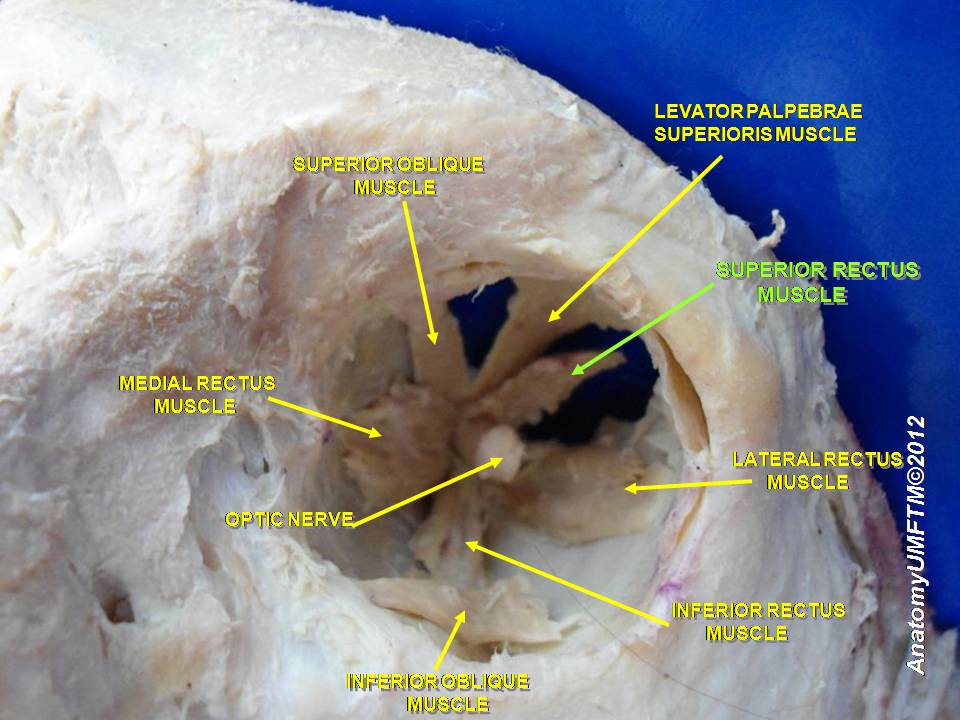
위곧은근
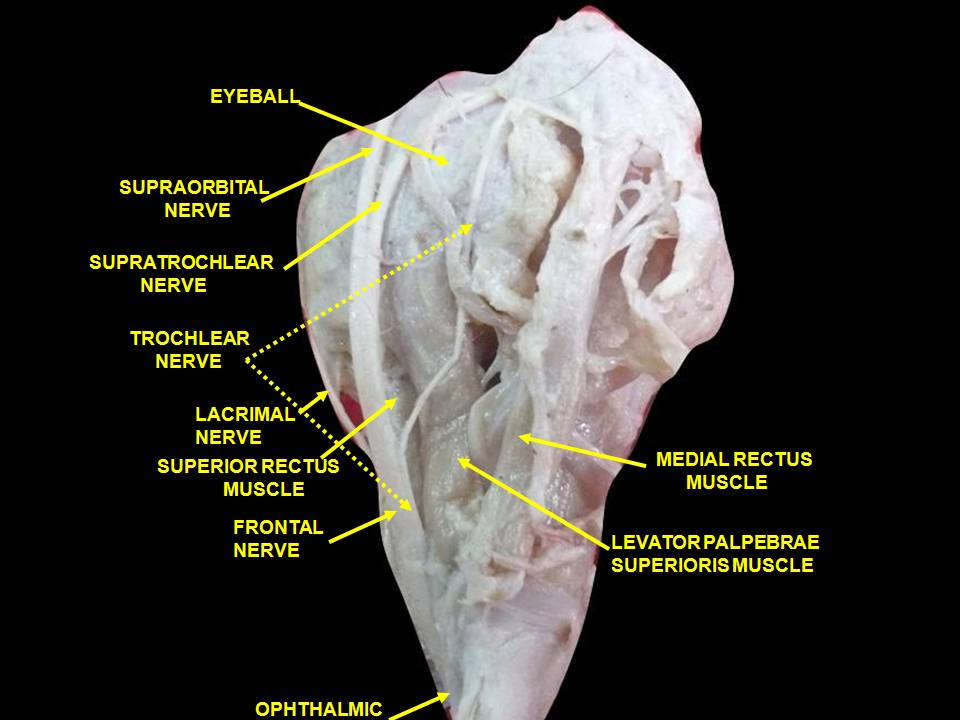
바깥눈근육과 눈확의 신경. 깊은 해부.
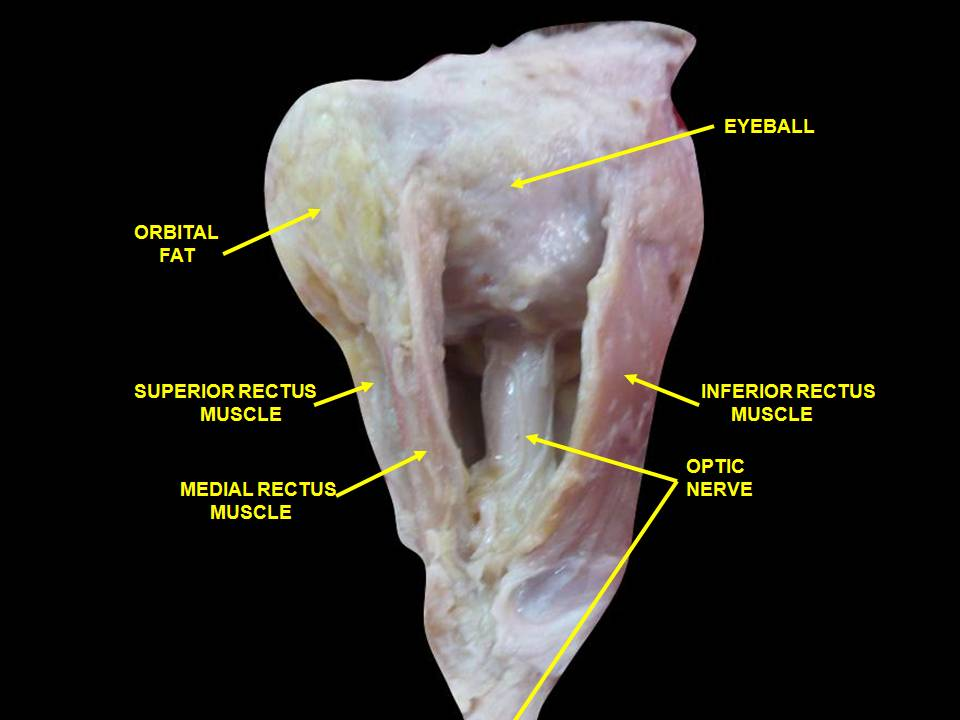
바깥눈근육과 눈확의 신경. 깊은 해부.
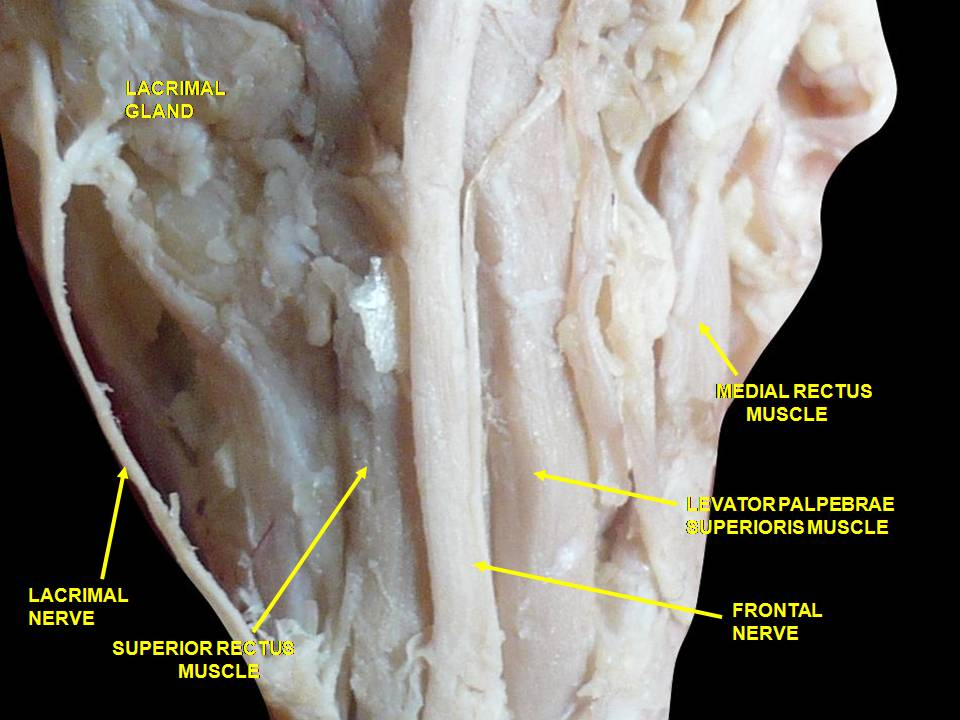
바깥눈근육과 눈확의 신경. 깊은 해부.
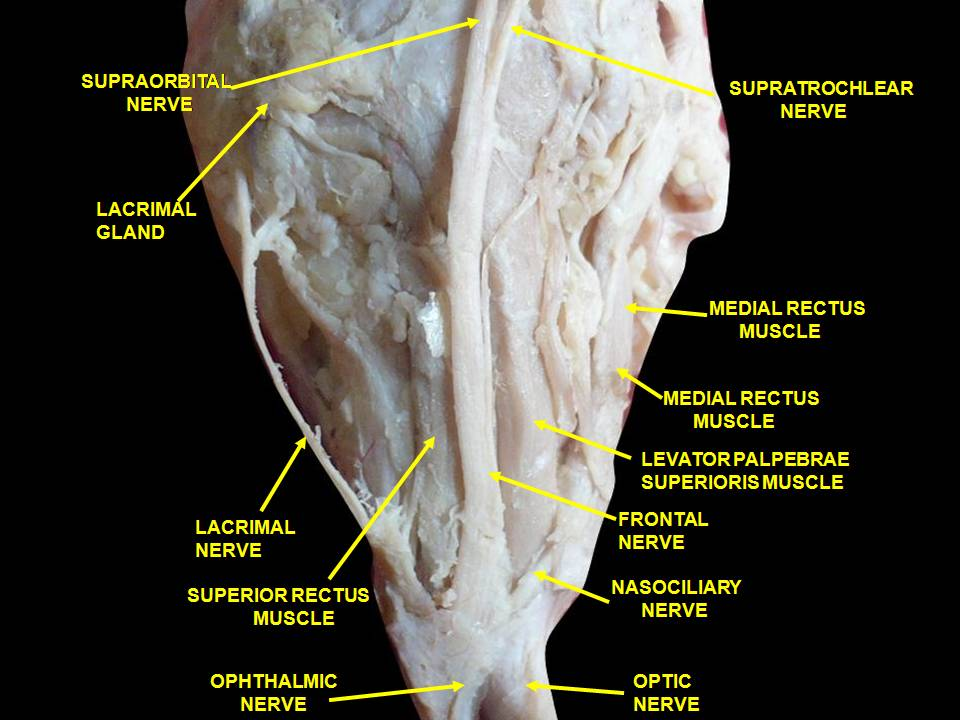
바깥눈근육과 눈확의 신경. 깊은 해부.
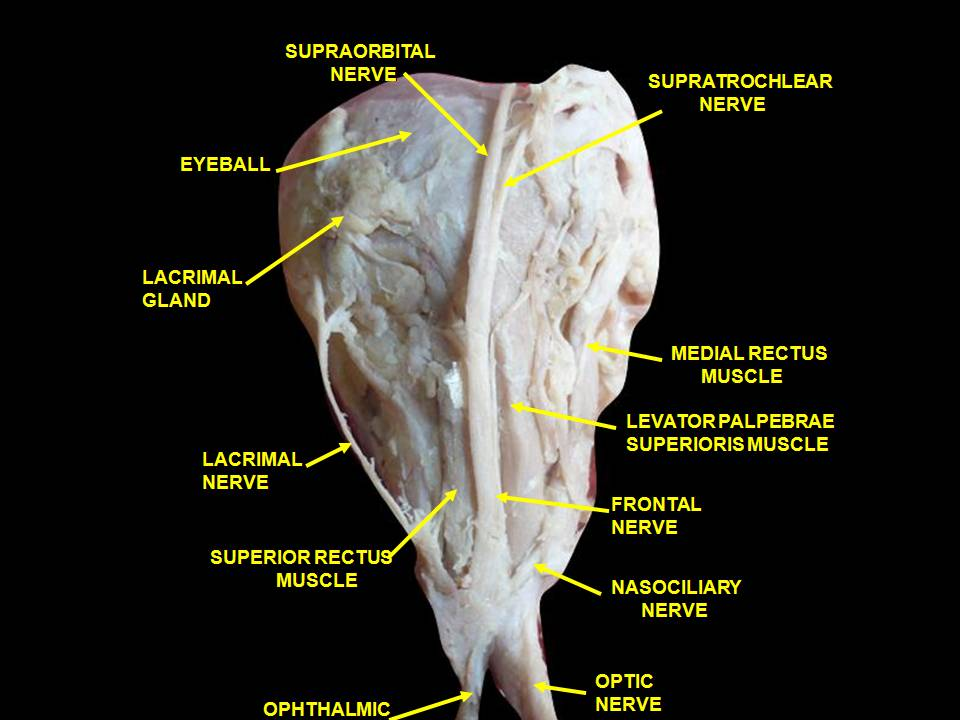
바깥눈근육과 눈확의 신경. 깊은 해부.
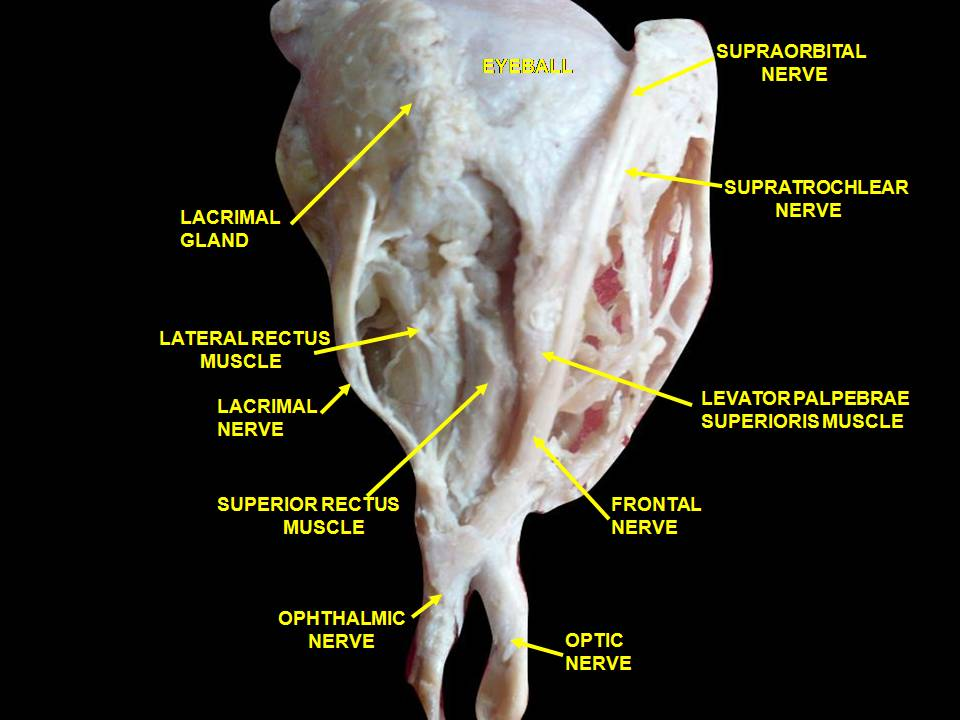
바깥눈근육과 눈확의 신경. 깊은 해부.
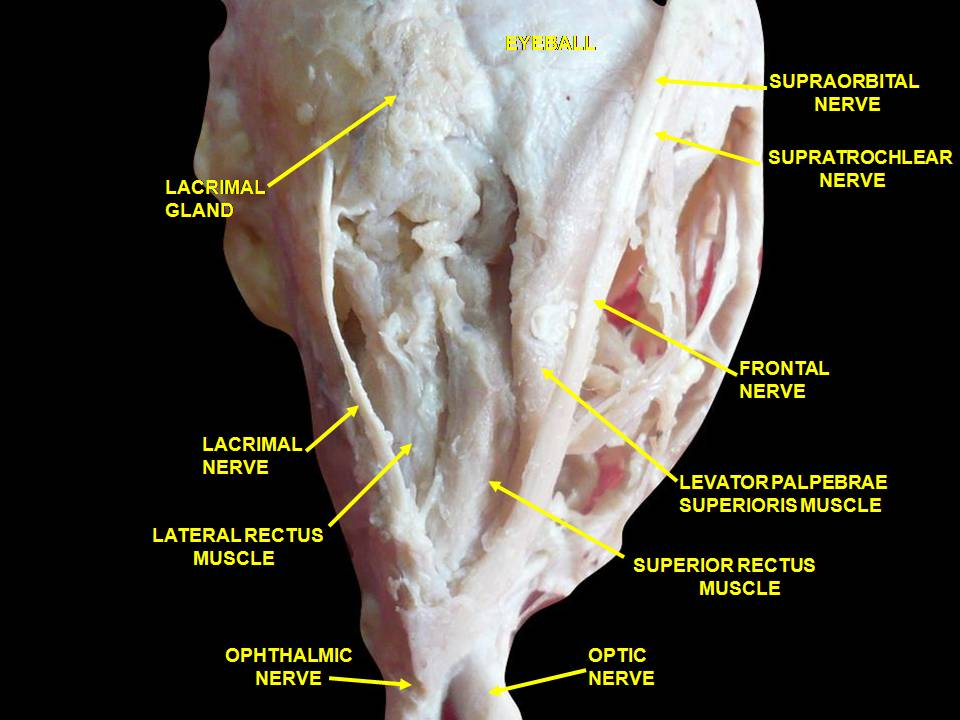
바깥눈근육과 눈확의 신경. 깊은 해부.
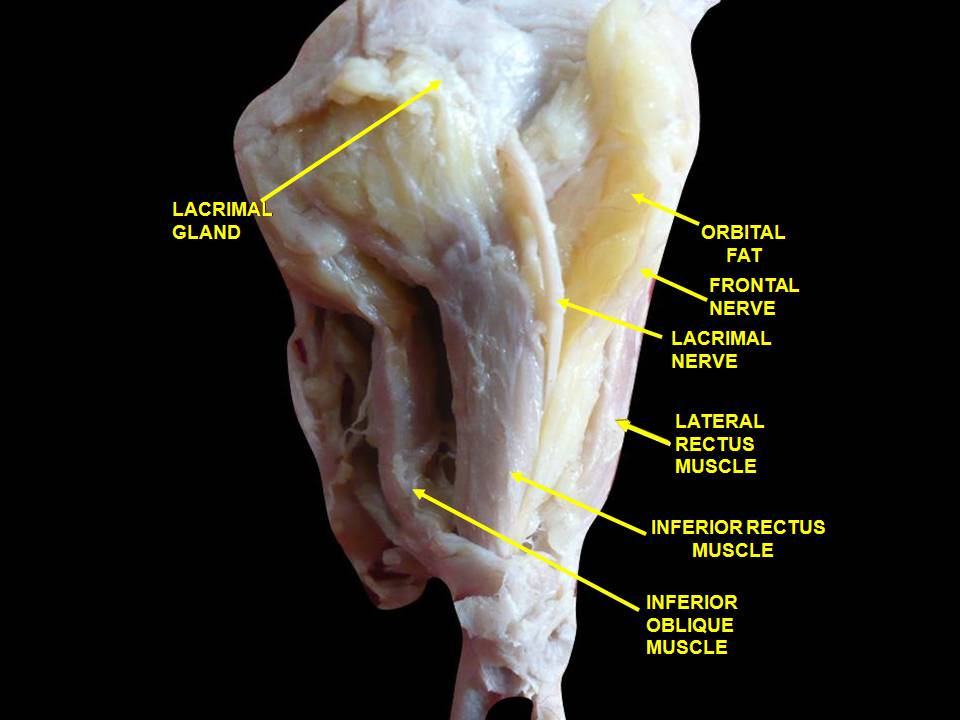
바깥눈근육과 눈확의 신경. 깊은 해부.